# Kaczynos-Kolonia
Kaczynos-Kolonia is een plaats in het Poolse district  Malborski, woiwodschap Pommeren. De plaats maakt deel uit van de gemeente Stare Pole en telt 145 inwoners.